# Positief christendom

Vlag van de Deutsche Christen: beweging ter promotie van het positieve christendom in de Duitse protestantse kerk.

Het positief christendom (Duits: Positives Christentum) was een religieuze stroming die de ideeën van het racistische nationaalsocialisme combineerde met het christendom. In het beginselprogramma van de Nationaalsocialistische Duitse Arbeiderspartij (NSDAP) uit 1920 werd het positieve christendom als onderdeel van de nazi-beginselen genoemd. Het positieve christendom ontkende in navolging van het antisemitisme van de nazi’s de Joodse afkomst van Jezus en pleitte voor het schrappen van het Oude Testament. De organisatie Deutsche Christen streefde naar het invoeren van het positieve christendom in de protestantse kerken.

## Gedachtegoed

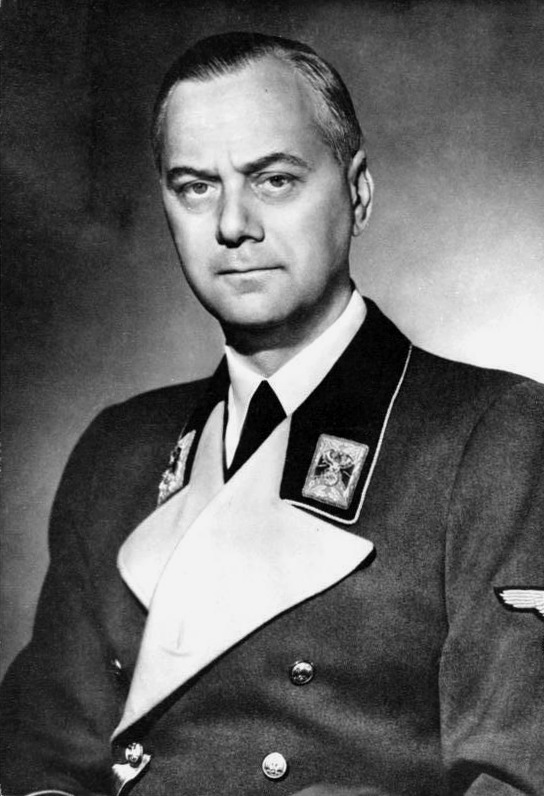
Alfred Rosenberg.

Het positieve christendom ontstond uit de werken van antisemieten en racisten, zoals Emile Burnouf, Houston Stewart Chamberlain en Paul de Lagarde.
Het traditionele christendom werd bekritiseerd door aanhangers van het positieve christendom, omdat het te veel de nadruk legde op de passieve aspecten van het christendom, waaronder de erfzonde en het lijden van Jezus. Het positieve christendom vond dat de nadruk gelegd moest worden op de strijd van Jezus tegen het “geïnstitutionaliseerde Jodendom” van zijn tijd. Het positieve christendom verwierp het Oude Testament van de Bijbel. Het positieve christendom pleitte voor het overwinnen van confessionele verschillen tussen het protestantisme en het katholicisme in het belang van nationale eenheid.
In 1937 beweerde minister van religieuze zaken Hanns Kerrl dat het positieve christendom niet gebonden was aan de apostolische geloofsbelijdenis of in het geloof dat Jezus Christus de zoon van God was. Volgens Kerrl was Adolf Hitler de brenger van een nieuwe religieuze openbaring. Kerrl beweerde dat het opvolgen van de bevelen van Hitler en de NSDAP overeenkwam met het uitvoeren van Gods wil.

## Rol in het nationaalsocialisme
Het positieve christendom werd gepromoot in de tijdschriften Der Stürmer en de Völkischer Beobachter, waarbij voornamelijk werd gewezen op de zogenaamde Arische afkomst van Jezus. Het positieve christendom werd in 1920 opgenomen in het beginselprogramma van de NSDAP. Katholieke nazi’s uit München wilden het positieve christendom in het beginselprogramma, want zij waren tegen het politieke katholicisme dat beweerde voor alle katholieken te spreken.
Alfred Rosenberg speelde een belangrijke rol in de ontwikkeling van het positieve christendom. In tegenstelling tot de oprechte gelovigen in het positieve christendom zag Rosenberg het positieve christendom als een overgangsmiddel naar een zuiver nationaalsocialistische religie. Nadat het mislukt was om de protestantse kerk over te nemen via de Deutsche Christen, steunde Rosenberg de Deutsche Glaubensbewegung, die streed voor de vervanging van het christendom door een variant van het heidense Germaanse geloof. Rosenberg wilde uiteindelijk de Bijbel vervangen door Mein Kampf.
Na de nederlaag van nazi-Duitsland verloor het positieve christendom zijn populariteit.